# Milen Dobrew
Milen Atanasow Dobrew (bułg. Милен Атанасов Добрев; ur. 22 lutego 1980 w Płowdiwie, zm. 21 marca 2015 tamże) – bułgarski sztangista, mistrz olimpijski i czterokrotny medalista mistrzostw świata.

## Kariera
Pierwotnie startował w wadze lekkociężkiej, w której zdobył między innymi brązowy medal na mistrzostwach świata w Antalyi w 2001 roku. W zawodach tych wyprzedzili go jedynie Gruzin Giorgi Asanidze i Alaksandr Aniszczanka z Białorusi. Rok później występował już w wadze średniociężkiej, zdobywając srebrny medal podczas mistrzostw świata w Warszawie. Rozdzielił tam na podium Nizamiego Paşayeva z Azerbejdżanu i Niemca Olivera Caruso. Następnie zwyciężył w tej samej wadze podczas mistrzostw świata w Vancouver, pokonując Turka Hakana Yılmaza i Vadima Vacarciuca z Mołdawii. Zwycięstwo odniósł także igrzyskach olimpijskich w Atenach w 2004 roku, wyprzedzając dwóch Rosjan: Chadżimurata Akkajewa i Eduarda Tiukina. Ostatni medal zdobył na mistrzostwach świata w Dosze, gdzie zajął trzecie miejsce. Tym razem lepsi okazali się Paşayev i Rosjanin Muchamat Sozajew. Ponadto zdobył złote medale na ME w Lutraki (2003) i ME w Kijowie (2004) oraz srebrny podczas ME w Antalyi (2002).
Zmarł w wieku 35 lat w wyniku zawału serca.